# Круп'є (фільм)
«Круп'є» (англ. Croupier) — британський трилер 1998 року режисера Майка Ходжеса, у головній ролі якого виступає Клайв Оуен . Фільм отримав помітну підтримку критиків в Північній Америці, що допомогло Оуену розпочати акторську кар'єру там. У ньому використовуються внутрішні монологи багатьох ранніх детективних фільмів у стилі "нуар".
Фільм «Круп'є» вийшов на DVD від компанії Alliance Atlantis у Канаді та Image Entertainment у США.

## Сюжет
Джек Манфред бажає стати письменником, але поки що його спроби невдалі. Щоб звести кінці з кінцями та всупереч власним сумнівам, він влаштовується на роботу круп'є в місцевому казино. Співбесіду організовав його батько, дрібний шахрай у Південній Африці.
Джека втягує світ казино, і робота поступово заполонює його життя. Він йде випити з Меттом, круп'є, який, як йому відомо, обманює казино. Він спить з колегою круп'є на ім'я Белла, тим самим порушуючи правила казино. Його стосунки з своєю дівчиною Меріон починають погіршуватися коли він дозволяє їй прочитати частину своєї книги про холодного, бездушного круп'є, який насолоджується спогляданням за програшами гравців, персонажа, явно заснованого на самому Джеку. Белла робить виклик Джеку в його квартирі, звинувачуючи його в тому, що він посприяв аби її звільнити, та розповідає Меріон про їхній секс на одну ніч.
Один гравець, Джені, намагається подружити з Джеком, ще одне серйозне порушення правил казино. Джені показує йому синці, кажучи, що отримала їх від кредиторів з азартних ігор, і просить Джека бути інсайдером для запланованого пограбування казино. Вона каже, що все, що йому потрібно зробити, це підняти тривогу, коли виявиться, що один гравець займається шахрайством за його столом. Зрештою Джек погоджується та приймає аванс у розмірі 10 000 фунтів стерлінгів, а також він повинен отримати додаткові 10 000 фунтів стерлінгів, якщо пограбування вийде. Роблячи це, Джек помічає, що травми Яні були підроблені.
Меріон мириться з Джеком, але виявляє, що він причетний до підготовки якогось злочину, і намагається цьому перешкодити. Вона видаляє телефонне повідомлення для Джека, в якому його попереджають про те, що пограбування заплановано напередодні Різдва, і натомість повідомляє колишнього колегу з поліції. У ніч пограбування гравець б'є Джека для відволікання уваги, поки інші намагаються захопити гроші. Грабіжники зазнають невдачі, і Джек і Меріон сваряться, але вона залишається з ним.
Раптом, пізно вночі у двері стукають і Джек припускає, що це грабіжники прийшли вимагати повернення авансу. Натомість, це поліцейський, який повідомляє йому, що Меріон загинула в результаті нападу схожого на наїзду та втечі.
Джек закінчує свою книгу та публікує її анонімно. Книжка зазнає великого успіху, але він нічого не змінює у своєму житті, продовжуючи працювати круп'є та жити у своїй квартирі в підвалі, навіть не купуючи нову машину, яку він раніше хотів.
Джек продовжує своє життя, але отримує ще один дзвінок, цього разу від Джені, яка вітає його з участю у спробі пограбування та натякає, що вона отримала від цього значну вигоду. Потім вона передає трубку його батьку, який дає Джеку знати, що це саме він влаштував Джека на роботу як круп'є, щоб організувати саме пограбування, і що він також отримав вигоду від пограбування. Приголомшений, але розважений, Джек кладе слухавку. Саме тоді Белла з'являється зі спальні та цілує його.

## У ролях
- Клайв Оуен у ролі Джека Манфреда
- Кейт Гарді в ролі Белли
- Алекс Кінгстон у ролі Джані де Вільєрс
- Джина Маккі в ролі Меріон Нелл
- Ніколас Болл у ролі Джека-старшого
- Олександр Мортон у ролі Девіда Рейнольдса
- Нік Редінг у ролі Джайлза Креморна
- Пол Рейнольдс у ролі Метта
- Барнабі Кей — автодилер

## Виробництво
Фільм Круп'є був замовлений компанією FilmFour, а його бюджет становив три мільйони фунтів стерлінгів.  Казино «Золотий лев», що фігурує у фільмі, розташовувалося на вулиці Брайанстон у Мерілебоні, Лондон . 

## Сприйняття
Після випуску і першого показу у Великій Британії фільм «Круп'є» спочатку отримав стриману реакцію.  Лише після його виходу у Сполучених Штатах він отримав широку схвальну реакцію критиків. 
На Rotten Tomatoes фільм має 95% позитивних оцінок на основі 59 відгуків, із середнім рейтингом 7,40 з 10 балів. Консенсус критиків на вебсайті гласить: «Письменник, який в певній мірі опустився, шукає людських істин та реального досвіду, — це доволі поширена історія, але цей холоднокровний та витончений трилер забезпечує захопливий фон для погляду на наші темні сторони».  На Metacritic фільм має середньозважену оцінку 75 зі 100, засновану на 28 відгуках критиків, що свідчить про «загалом схвальні відгуки». 
Відомий кінокритик Роджер Еберт дав фільму три зірки з чотирьох, зазначивши при тому, що головною метою фільму був не сюжет, а атмосфера та характери персонажів. Він також високо оцінив реалістичне зображення самого казино.  Стівен Голден у «Нью-Йорк Таймс» назвав фільм «легкою медитацією про життя як гру випадку». 
Фільм зібрав у прокаті 7 075 068 доларів. 
Фільм не підпадав під право на номінацію на премію «Оскар», оскільки раніше він мав короткий кінотеатральний реліз у Сінгапурі в 1998 році. Хоча маркетинговий стратег Майк Каплан успішно лобіював академію, щоб надати фільму винятковий статус, але після того, як стало відомо, що фільм також транслювався по голландському телебаченню, його було дискваліфіковано. 

## Зовнішні посилання
- Croupier на сайті IMDb (англ.)

Шаблон:Mike Hodges